# Şambul
Şambul är en ort i Azerbajdzjan.   Den ligger i distriktet Balakən Rayonu, i den nordvästra delen av landet, 300 km väster om huvudstaden Baku. Şambul ligger 216 meter över havet och antalet invånare är 2 798.
Terrängen runt Şambul är platt. Närmaste större samhälle är Belokany, 11,6 km öster om Şambul.
Omgivningarna runt Şambul är en mosaik av jordbruksmark och naturlig växtlighet. Runt Şambul är det ganska tätbefolkat, med 96 invånare per kvadratkilometer.